# Desa Medini (administrativ by i Indonesien, lat -6,92, long 110,80)
Desa Medini är en administrativ by i Indonesien.   Den ligger i provinsen Jawa Tengah, i den västra delen av landet, 400 km öster om huvudstaden Jakarta.